# Dedham (Massachusetts)
Dedham város az USA Massachusetts államában, Norfolk megyében, melynek megyeszékhelye is. Lakosainak száma 25 364 fő (2020. április 1.).

## Népesség
A település népességének változása:

| 2010 | 24 729 |
| 2020 | 25 364 |